# Gustav Koken

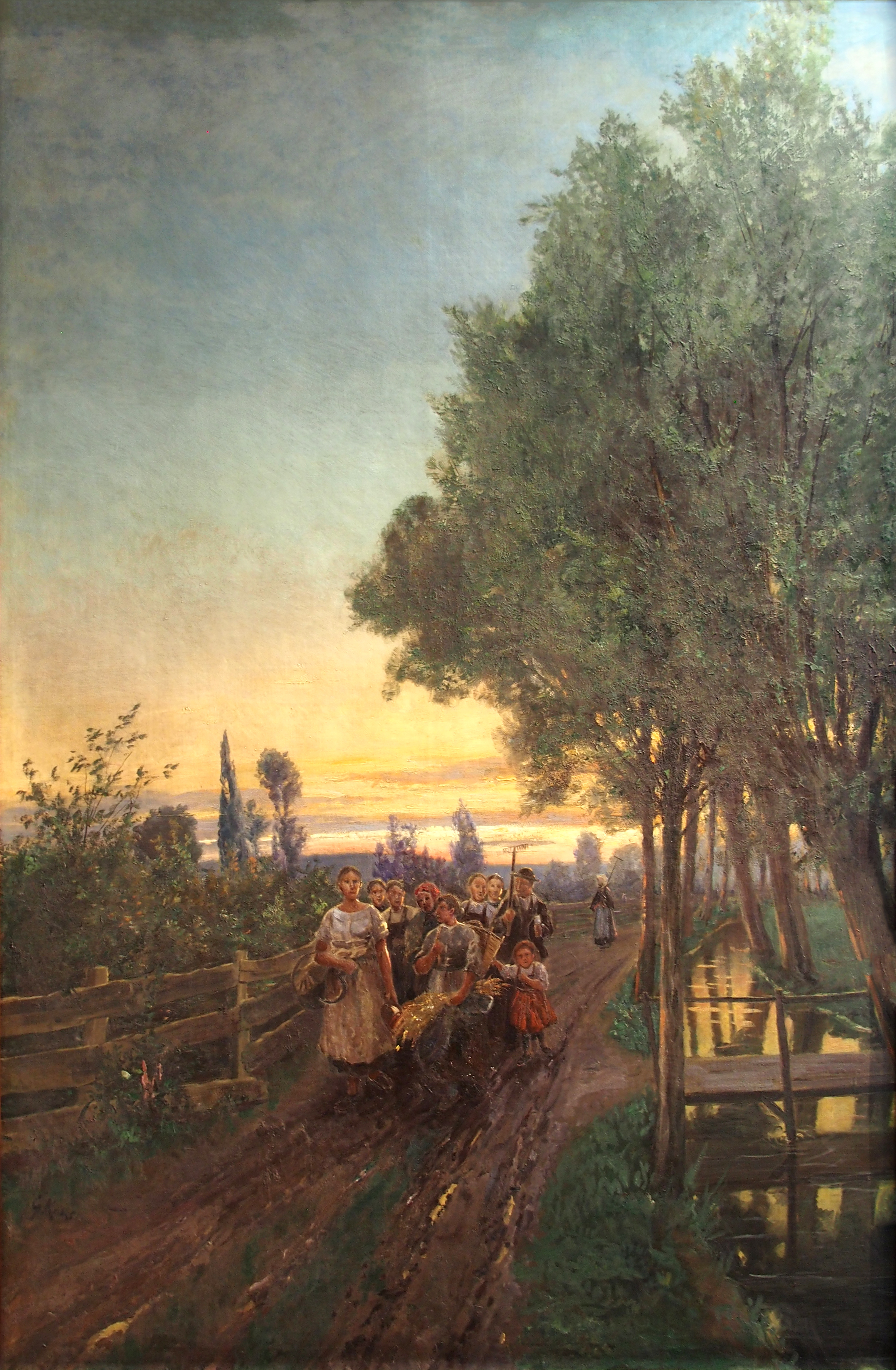
Heimkehr vom Feld (um 1890)

Gustav Koken (vollständiger Name: Gustav Heinrich Julius Koken, * 8. August 1850 in Hannover; † 6. Juli 1910 ebenda) war ein deutscher Maler und Radierer.

## Leben

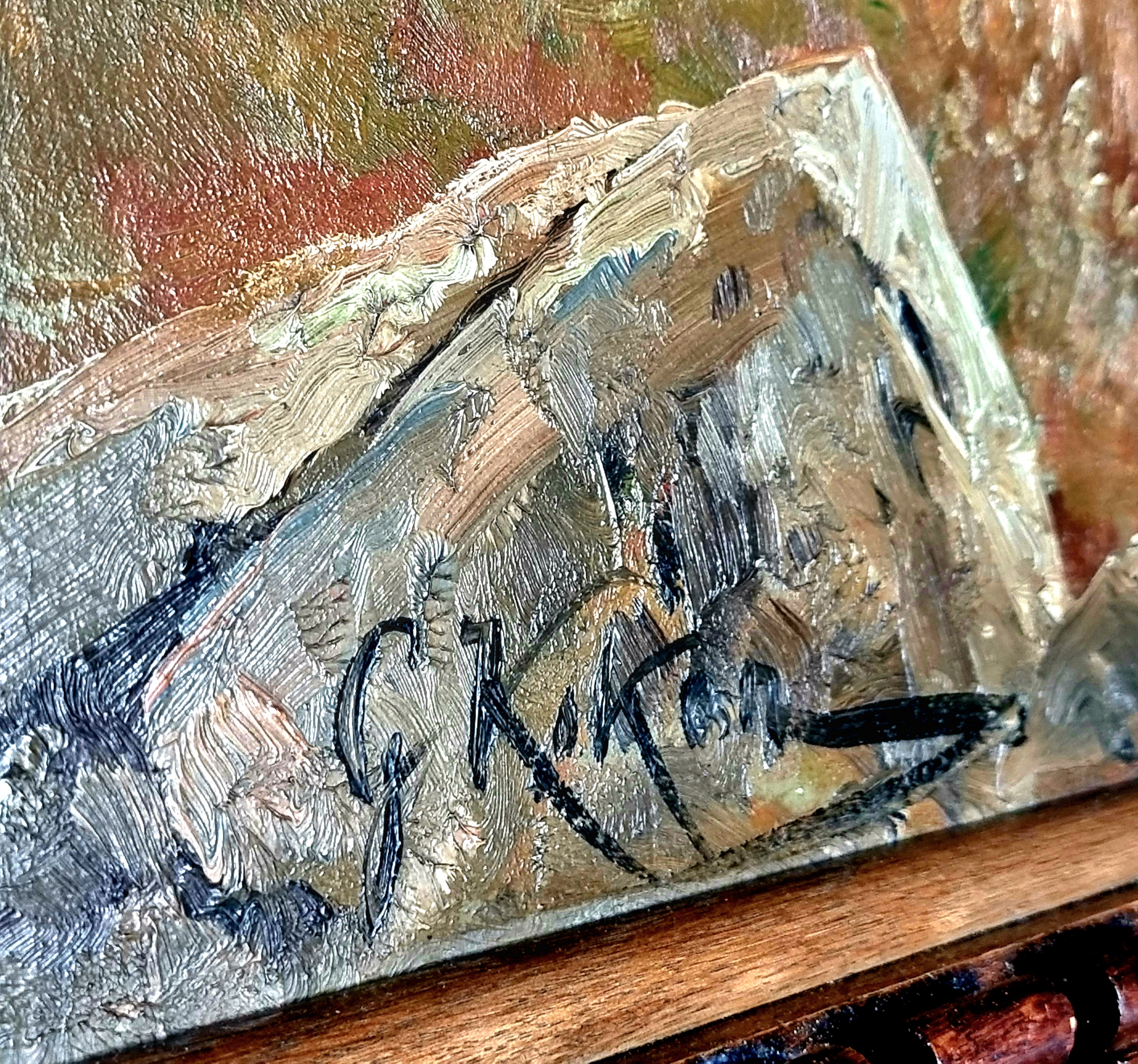
Künstlersignatur „G. Koken“ in Öl auf dem Wandgemälde im Salle Nollet, Hannover, November 1890

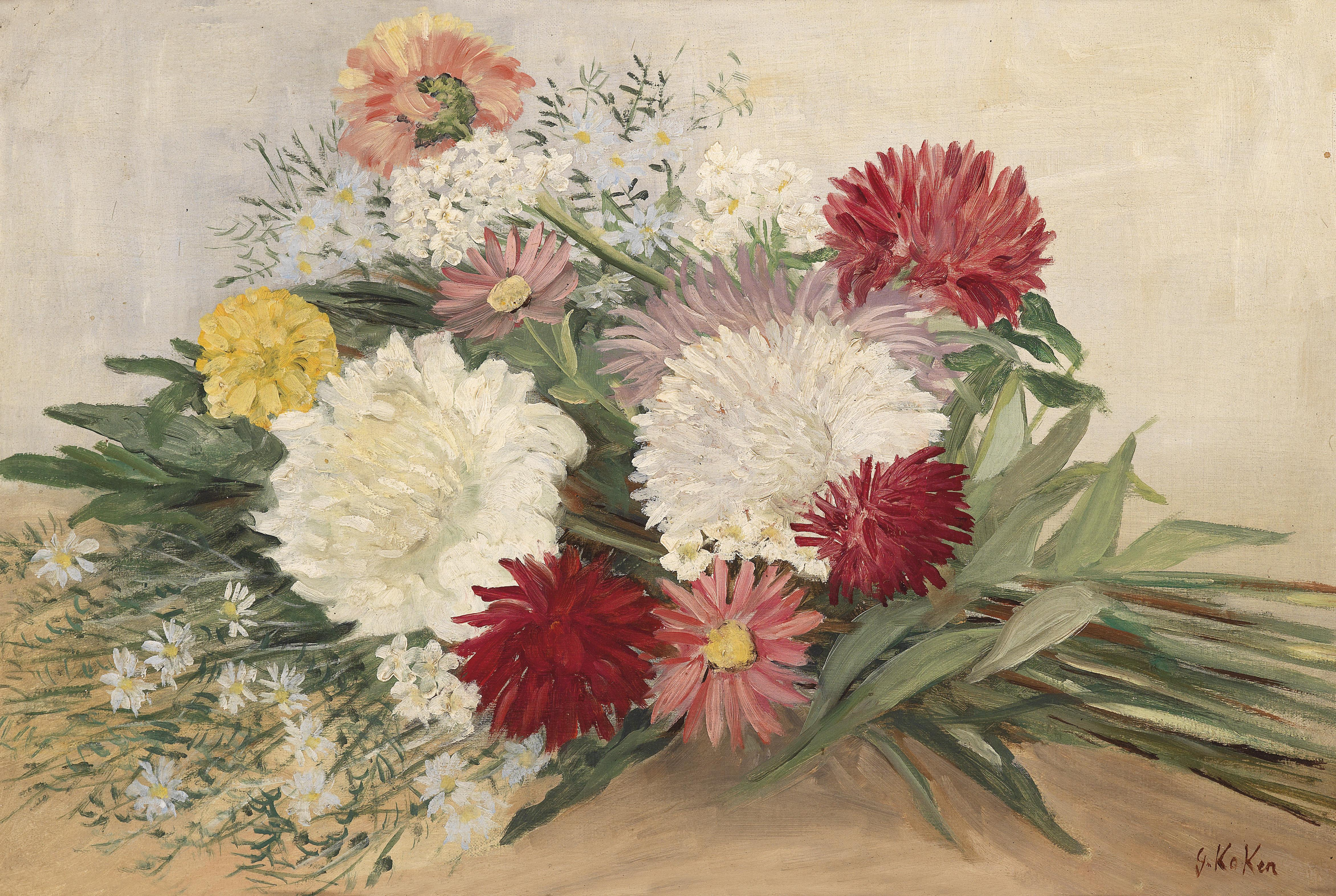
Chrysanthemen mit Künstlersignatur

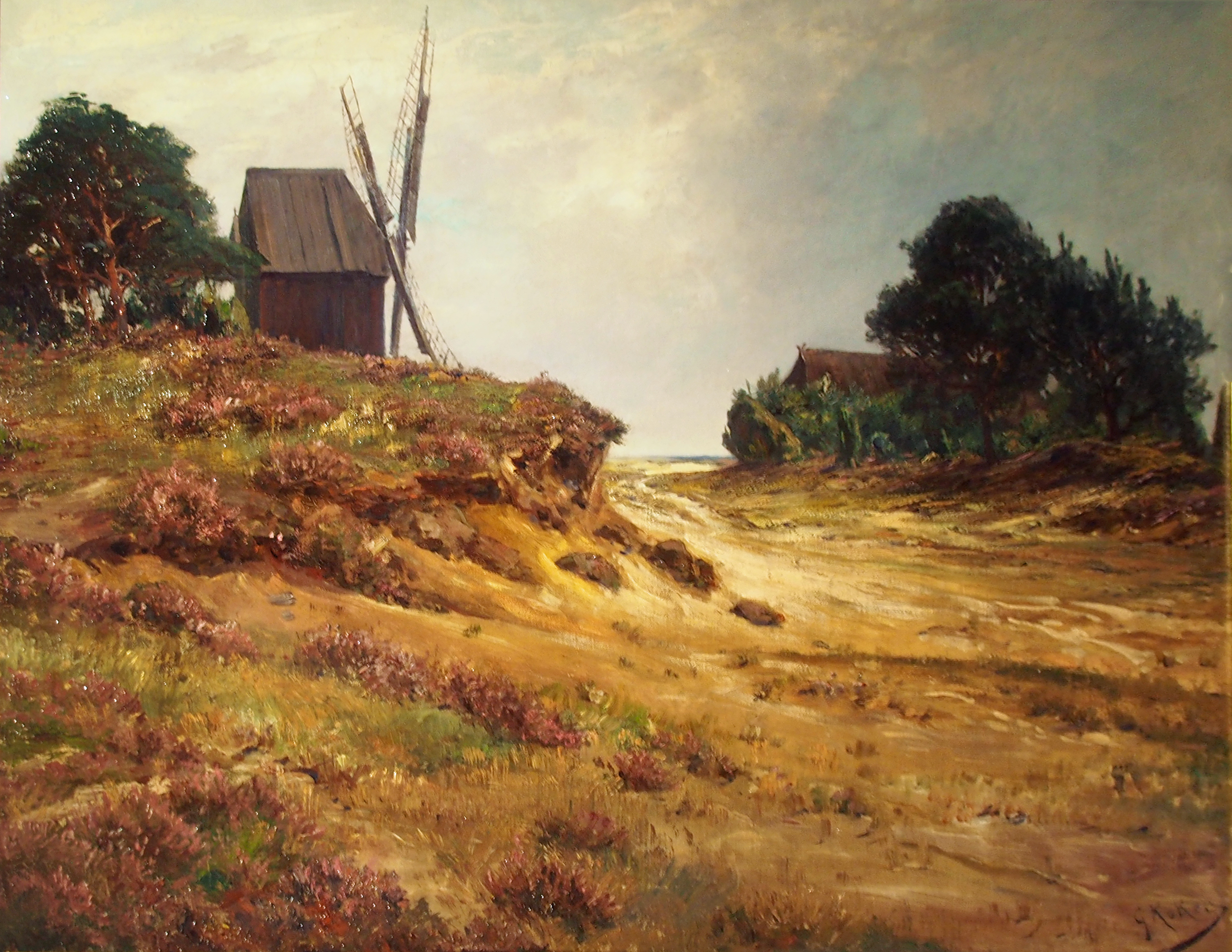
„Heidelandschaft mit Mühle“, um 1890, Bomann-Museum in Celle

Gustav Koken war der Neffe von Edmund Koken und der Vater von Änne Koken.
Geboren in Hannover, der Residenzstadt des seinerzeitigen Königreichs Hannover, erhielt Gustav zunächst bei seinem Onkel Edmund Koken Malunterricht. Nachdem er für einige Zeit Hannover verlassen hatte um längere Reisen anzutreten, studierte er ab Januar 1872 an der Kunstschule Weimar bei Theodor Hagen. Neben der Malerei betätigte er sich auch als Radierer. Bis 1878 besaß er in Weimar ein eigenes Atelier.
Ab 1878 wohnte Gustav Koken wieder in seiner Geburtsstadt Hannover, wo er Mitglied im Hannoverschen Künstlerverein wurde. Dort setzte sich Koken „für eine Neueinrichtung von Galerien sowie für eine Neuorganisation des Ausstellungswesens und für eine Neuorganisation des [damaligen] Kunstgewerbemuseums“ im Leibnizhauses ein. An der Einrichtung des Leibnizhauses als Kunstmuseum war Koken ebenfalls beteiligt. Um sich neue Motive zu erschließen ging Koken immer wieder auf Reisen. Er malte im Emsland, im Raum Oldenburg i. O. (u. a. im Neuenburger Urwald in Friesland), im Teutoburger Wald, in der Lüneburger Heide bei Bispingen und in der Südheide bei Hermannsburg. Dem Künstler wurde eine Professur an der Kunstakademie Königsberg angeboten. Er lehnte diese aber ab, da er seine Heimat nicht verlassen wollte. Er gründete in Hannover eine private Malschule. Wahrscheinlich war Koken der erste Künstler der die Kieselgurgruben im Gebiet der Südheide malte. Neben der Landschaftsmalerei war einer seiner Schwerpunkte die Porträtmalerei.
Koken war mit dem Opernsänger Georg Nollet befreundet, für den er in dessen Wohnhaus – gemeinsam mit den Künstlern Hermann Schaper, Oscar Wichtendahl und Ernst Pasqual Jordan – der sogenannten Salle Nollet ausmalte. Das Zimmer gegenüber dem Neuen Rathaus von Hannover wird von dem heutigen Hotel Mercure insbesondere für Festlichkeiten genutzt.
Einen Monat vor seinem 60. Geburtstag starb Koken Anfang Juli 1910 überraschend an einem Herzinfarkt. Im Todesjahr fand eine Ausstellung des künstlerischen Nachlasses des Malers statt. 2004 präsentierte das Historische Museum Hannover eine umfangreiche Retrospektive der hannoverschen Malerfamilie Edmund, Paul und Gustav Koken.

## Auszeichnungen
- 1876 erhielt Koken für eine Winterlandschaft eine Goldmedaille,
- 1880/81 bekam er auf der Weltausstellung in Melbourne ebenfalls eine Goldmedaille und eine Auszeichnung mit einem zweiten Platz.

## Werke
Viele bekannte Museen sind im Besitz der Werke von Koken. Unter anderem das Historische Museum Hannover, das Niedersächsische Landesmuseum Hannover, das Herrenhausen-Museum Hannover, das Bomann-Museum in Celle, das Emslandmuseum in Lingen, die Kunstsammlungen zu Weimar und das Städtische Museum Zwickau.
Sein Bild Hof bei Lutterloh, das er bei seinen häufigen Aufenthalten in der Südheide malte, wurde der Prinzessin Maria-Luise von Hannover-Cumberland zu ihrer Hochzeit mit Prinz Maximilian von Baden geschenkt.